# Wioślarstwo na Letnich Igrzyskach Olimpijskich 2012 – kwalifikacje

## Zasady kwalifikacji
Każdy z Krajowych Komitetów Olimpijskich mógł wprowadzić jedną łódź w każdej z konkurencji wioślarskiej. Kwalifikacje do igrzysk olimpijskich można było zdobyć podczas mistrzostw świata w 2011 roku, kontynentalnych regat kwalifikacyjnych (Afryka, Azja, Ameryka Łacińska) oraz finałowych regat kwalifikacyjnych (interkontynentalne) które zostaną rozegrane w dniach 20 - 23 maja 2012 roku w Lucernie.

## Zawody kwalifikacyjne
| Zawody                                       | Data                          | Miejsce      |
| -------------------------------------------- | ----------------------------- | ------------ |
| Mistrzostwa Świata w Wioślarstwie 2011       | 28 sierpnia – 4 września 2011 | Bled         |
| Regaty kwalifikacyjne dla Afryki             | 1 - 3 listopada 2011          | Aleksandria  |
| Regaty kwalifikacyjne dla Ameryki Łacińskiej | 22 - 25 marca 2012            | Buenos Aires |
| Regaty kwalifikacyjne dla Azji               | 26 - 29 kwietnia 2012         | Ch'ungju     |
| Finałowe regaty kwalifikacyjne               | 20 - 23 maja 2012             | Lucerna      |

## Podsumowanie kwalifikacji
| Konkurencja                              | MŚ 2011 | Azja                                                                      | Afryka                               | Ameryka Łacińska                                        | Finał Kontynentalny                              | Dzika Karta       | Razem |
| ---------------------------------------- | --- | ------------------------------------------------------------------------- | ------------------------------------ | ------------------------------------------------------- | ------------------------------------------------ | ----------------- | ----- |
| Mężczyźni                                | |                                                                           |                                      |                                                         |                                                  |                   |       |
| M1x (jedynka)                            | Nowa Zelandia · Czechy · Wielka Brytania · Niemcy · Szwecja · Norwegia · Litwa · Kuba · Azerbejdżan · Chiny · Stany Zjednoczone       | Indie · Iran · Korea Południowa · Chińskie Tajpej · Kazachstan · Hongkong | Egipt · Zimbabwe · Kamerun · Tunezja | Meksyk · Argentyna · Peru · Chile · Brazylia · Salwador | Belgia · Chorwacja · Dania · Polska              | Monako · Niger    | 32    |
| M2x (dwójka podwójna)                    | Nowa Zelandia · Niemcy · Francja · Australia · Słowenia · Wielka Brytania · Estonia · Norwegia · Argentyna · Litwa · Kanada           |                                                                           |                                      |                                                         | Włochy · Ukraina                                 |                   | 13    |
| LM2x (dwójka podwójna wagi lekkiej)      | Wielka Brytania · Nowa Zelandia · Włochy · Niemcy · Dania · Chiny · Francja · Grecja · Norwegia · Portugalia · Kanada                 | Japonia · Hongkong · Indie                                                | Egipt                                | Kuba · Argentyna · Urugwaj                              | Węgry · Australia                                |                   | 20    |
| M2- (dwójka bez sternika)                | Nowa Zelandia · Wielka Brytania · Włochy · Grecja · Kanada · Niemcy · Australia · Holandia · Stany Zjednoczone · Serbia · Węgry       |                                                                           |                                      |                                                         | Francja · Polska                                 |                   | 13    |
| M4- (czwórka bez sternika)               | Wielka Brytania · Grecja · Australia · Stany Zjednoczone · Niemcy · Holandia · Kanada · Nowa Zelandia · Białoruś · Włochy · Serbia    |                                                                           |                                      |                                                         | Czechy · Rumunia                                 |                   | 13    |
| M4x (czwórka podwójna)                   | Australia · Niemcy · Chorwacja · Polska · Rosja · Włochy · Wielka Brytania · Stany Zjednoczone · Szwajcaria · Nowa Zelandia · Ukraina |                                                                           |                                      |                                                         | Estonia · Francja                                |                   | 13    |
| LM4- (czwórka bez sternika wagi lekkiej) | Australia · Włochy · Wielka Brytania · Chiny · Dania · Szwajcaria · Polska · Czechy · Niemcy · Francja · Południowa Afryka            |                                                                           |                                      |                                                         | Stany Zjednoczone · Holandia                     |                   | 13    |
| M8+ (ósemka)                             | Niemcy · Wielka Brytania · Kanada · Australia · Polska · Holandia · Ukraina                                                           |                                                                           |                                      |                                                         | Stany Zjednoczone                                |                   | 8     |
| Kobiety                                  | |                                                                           |                                      |                                                         |                                                  |                   |       |
| W1x (jedynka)                            | Czechy · Białoruś · Nowa Zelandia · Chiny · Szwecja · Niemcy · Azerbejdżan · Rosja · Litwa                                            | Japonia · Korea Południowa · Iran · Kazachstan · Tajlandia                | Zimbabwe · Algieria · Tunezja        | Kuba · Salwador · Meksyk · Argentyna · Brazylia         | Australia · Dania · Stany Zjednoczone · Irlandia | Mjanma · Paragwaj | 25    |
| W2x (dwójka podwójna)                    | Wielka Brytania · Australia · Nowa Zelandia · Ukraina · Polska · Czechy · Niemcy · Chiny                                              |                                                                           |                                      |                                                         | Stany Zjednoczone · Holandia                     |                   | 10    |
| LW2x (dwójka podwójna wagi lekkiej)      | Grecja · Kanada · Wielka Brytania · Stany Zjednoczone · Australia · Nowa Zelandia · Chiny · Dania                                     | Japonia · Korea Południowa · Wietnam                                      | Egipt                                | Argentyna · Brazylia · Kuba                             | Niemcy · Holandia                                |                   | 17    |
| W2- (dwójka bez sternika)                | Nowa Zelandia · Wielka Brytania · Australia · Chiny · Rumunia · Południowa Afryka · Włochy · Stany Zjednoczone                        |                                                                           |                                      |                                                         | Niemcy · Argentyna                               |                   | 10    |
| W4x (czwórka podwójna)                   | Niemcy · Stany Zjednoczone · Nowa Zelandia · Australia · Chiny · Ukraina · Wielka Brytania                                            |                                                                           |                                      |                                                         | Polska                                           |                   | 8     |
| W8+ (ósemka)                             | Stany Zjednoczone · Kanada · Wielka Brytania · Rumunia · Holandia                                                                     |                                                                           |                                      |                                                         | Australia · Niemcy                               |                   | 7     |
| Łodzi                                    | 129 | 17                                                                        | 9                                    | 17                                                      | 28                                               |                   | 200   |
| Zawodnicy                                | 402 | 23                                                                        | 11                                   | 23                                                      | 85                                               | 6                 | 550   |